# Heven

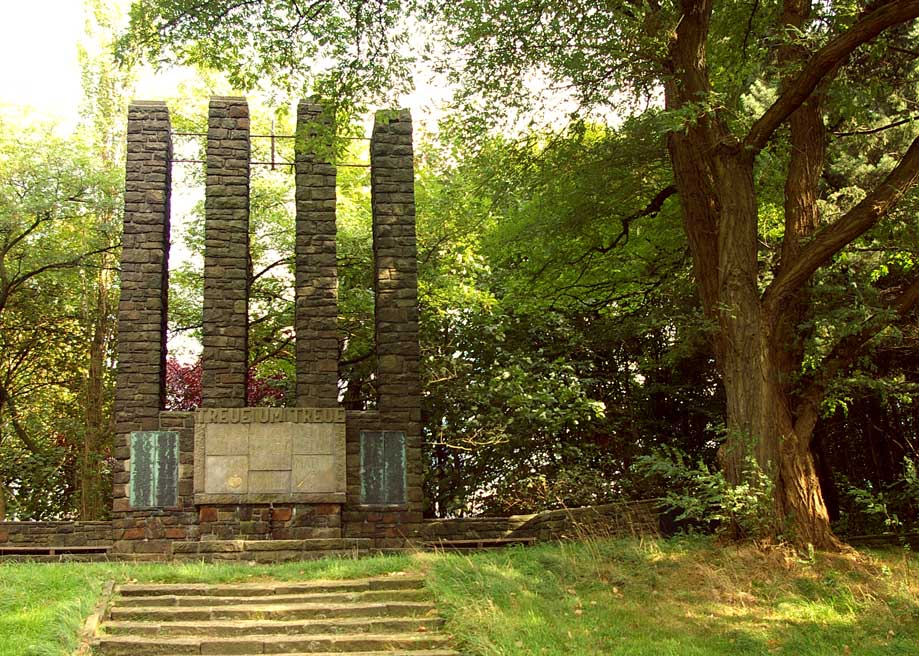
Heven, Ehrenmal

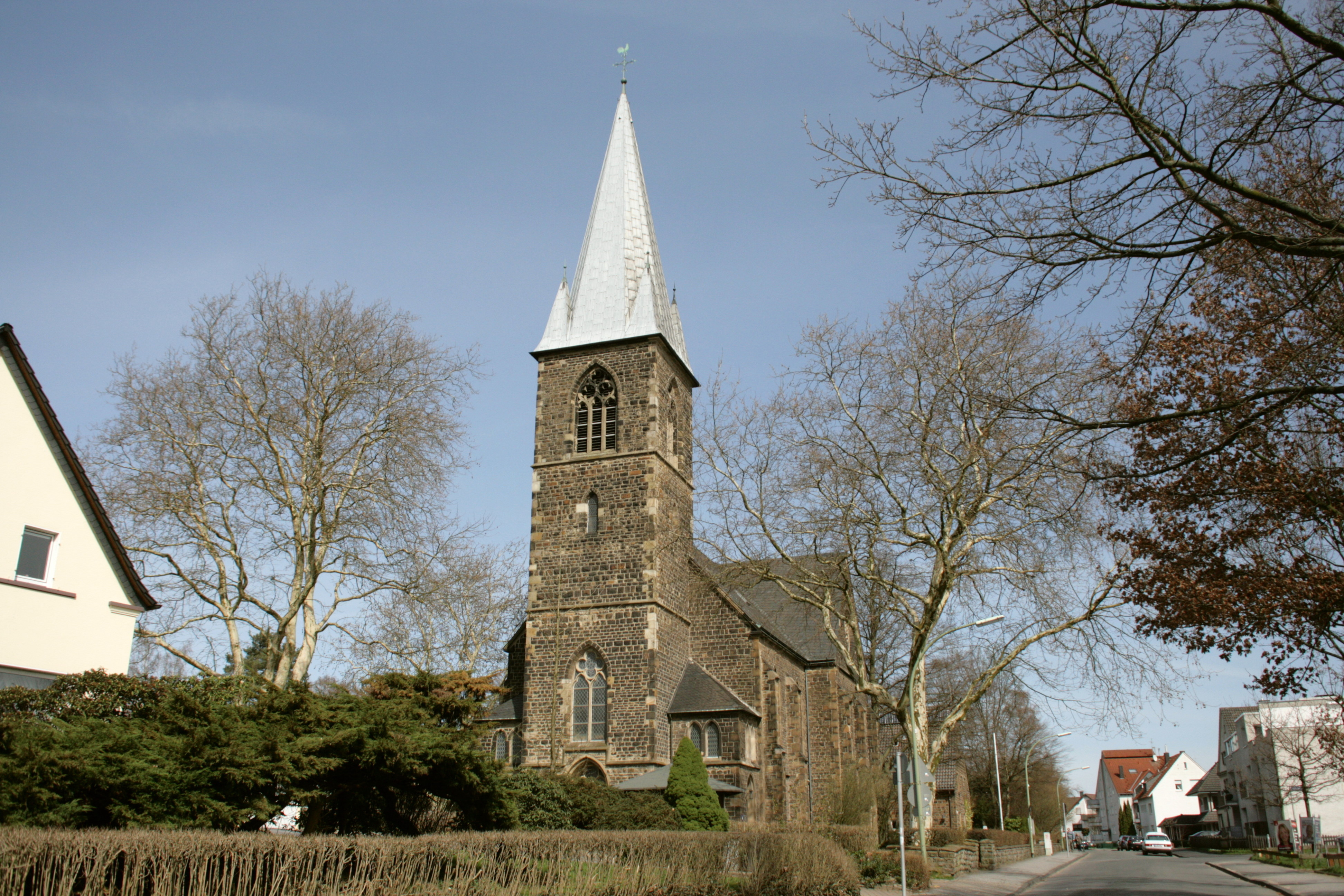
Evangelische Kirche auf dem Steinhügel

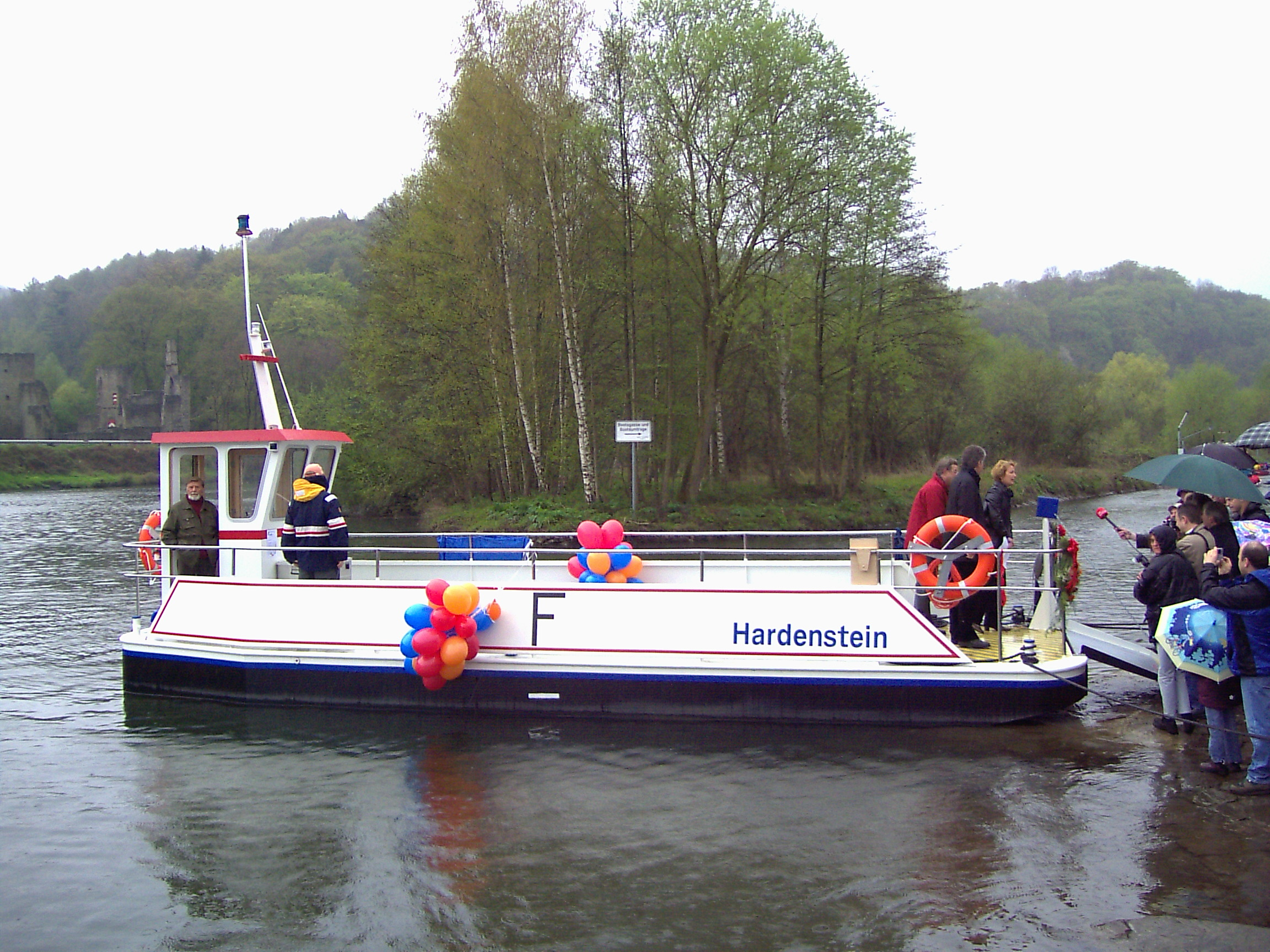
Hardenstein

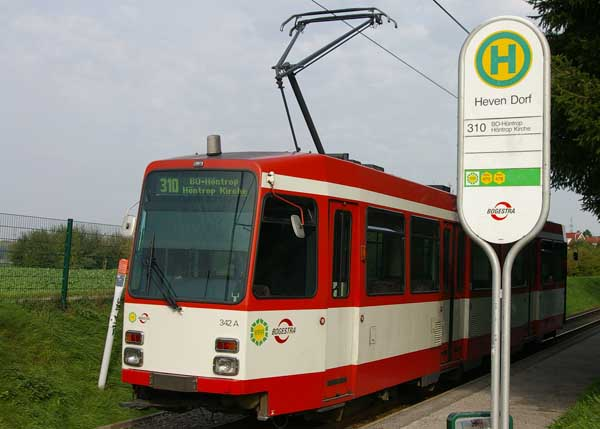
Straßenbahnhaltestelle Heven-Dorf, Startpunkt der längsten Straßenbahn- verbindung in Deutschland

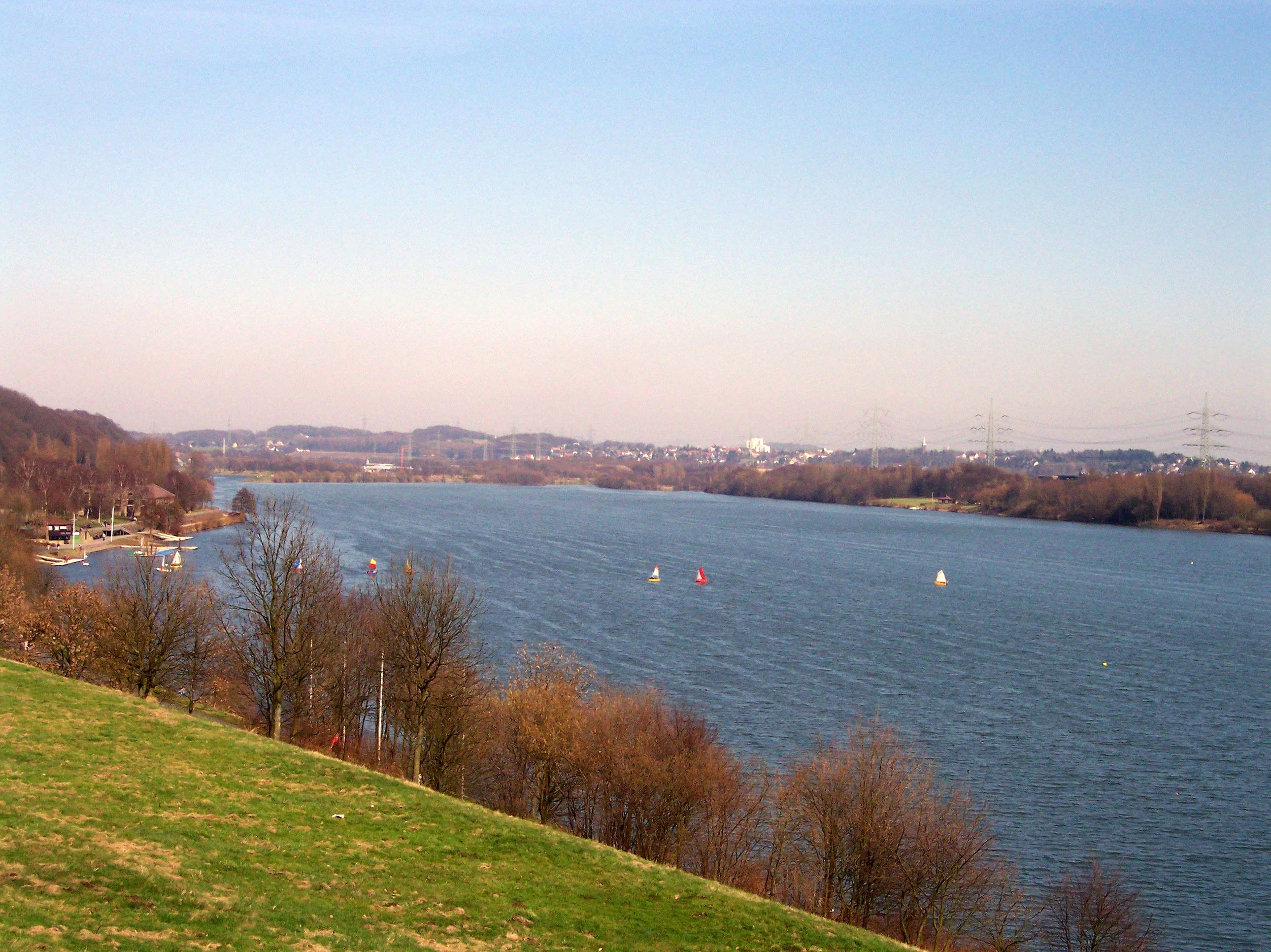
Kemnader See

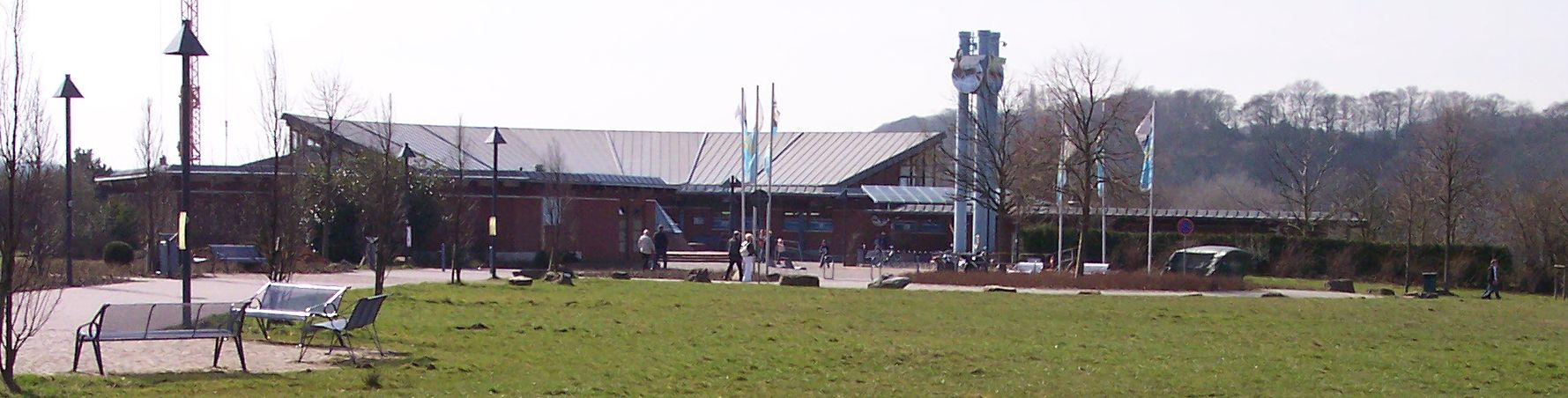
Freizeitbad Heveney

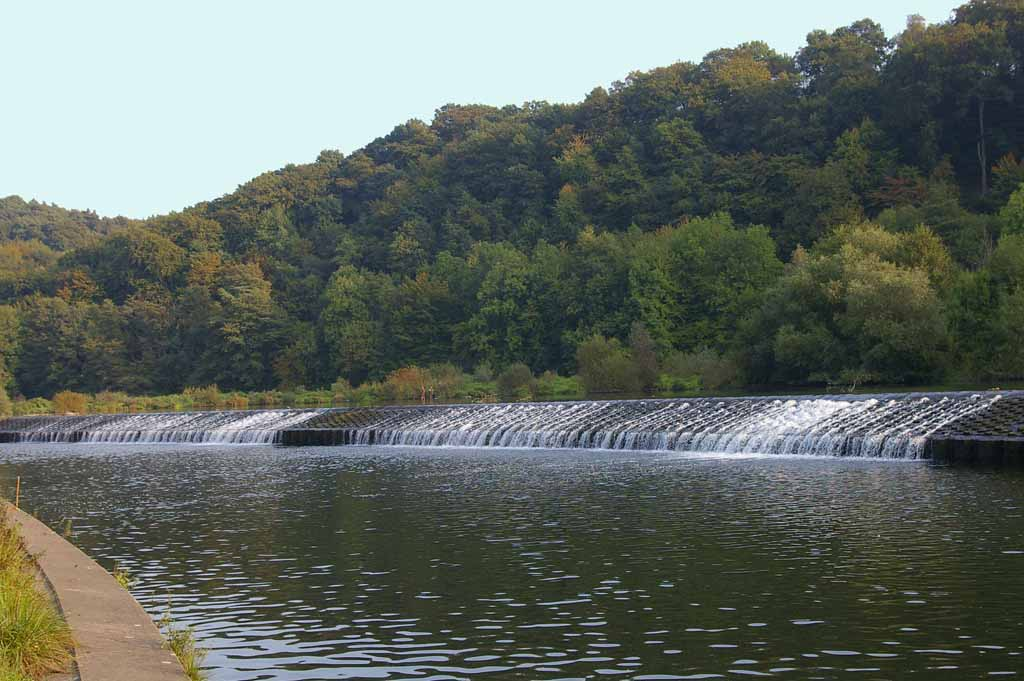
Wehr des Wasserkraftwerks der Firma Lohmann zwischen Heven und Herbede

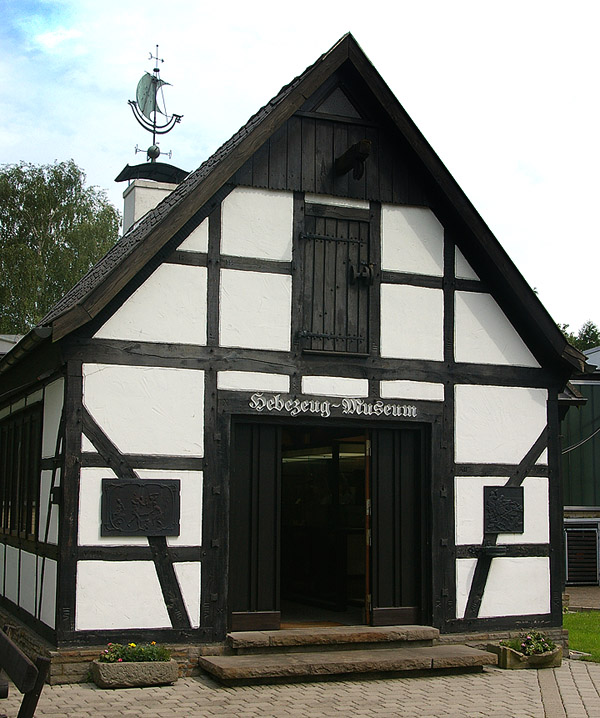
Hebezeug-Museum

Heven ist ein Stadtteil von Witten im Ruhrgebiet. Er umfasst die Ortsteile Papenholz, Hellweg, Wannen, Heven-Dorf und Lake. Mit 11.449 Einwohnern (Stand: 31. Dezember 2020) ist Heven Wittens viertgrößter Stadtteil.

## Geschichte
Im so genannten Werdener Urbar wird Heven als Hevinne um das Jahr 880 erstmals erwähnt. Es ist allerdings nicht sicher, ob damit tatsächlich der heute zu Witten gehörende Stadtteil Heven gemeint ist – oder das Haus Heven, das sich wenige Kilometer von Heven entfernt in Bochum-Querenburg befindet. Die erste sichere Erwähnung findet der Stadtteil somit im Jahr 1000. Heven ist nicht um einen einzigen Hof oder einen Dorfkern herum entstanden, es entstanden stattdessen mehrere kleine Siedlungskerne, die im Laufe der Zeit zu einem Ort verschmolzen, wobei Heven-Dorf als Keimzelle dieses Ortes betrachtet werden kann. Der Dönhof in Heven ist Ursprungsort des später weit verzweigten Adelsgeschlechts Dönhoff.

### Ämterzugehörigkeit
Heven gehörte bis 1886 zum Amt Blankenstein im Kreis Bochum und seitdem zum Amt Heven-Herbede im Kreis Hattingen. Mit dem Wachsen der Stadt Witten rückten Witten und Heven jedoch zum Teil so nah zusammen, dass einige Teile Hevens mit Beginn des 20. Jahrhunderts eine Einheit mit Teilen Wittens bildeten und Grenzen zwischen Heven und Witten nicht mehr zu erkennen waren. Am 1. Juli 1921 schied Heven schließlich aus dem Amt Heven-Herbede aus und wurde ein Stadtteil Wittens. Seine endgültige Ausdehnung erlangte Heven 1929 im Zuge der Gemeindereform, nachdem mehrere Ortsteile, die zuvor zu Langendreer gehörten, an Witten abgetreten und teilweise dem Stadtteil Heven zugeordnet wurden (z. B. Papenholz).
Siehe auch: Wannen, Lake, Papenholz und Kleinherbede.

## Infrastruktur und Wirtschaft

### Verkehr

#### Autobahn
Heven ist über die A43 direkt ans deutsche Autobahnnetz angeschlossen.

#### Öffentliche Verkehrsmittel
Heven hat keinen Bahnhof, ist aber durch die Straßenbahnlinien 309 und 310 sowie die Buslinien SB 67, 320, 374, 375 und 376 der Bogestra mit der Wittener Innenstadt und den Städten Bochum, Sprockhövel und Wuppertal verbunden.
Reste des 1972 stillgelegten Straßenbahnabschnittes nach Herbede sind noch erkennbar.
| Linie | Verlauf | Takt (Mo–Fr)                                                                              | Betreiber |
| ----- | --- | ----------------------------------------------------------------------------------------- | --------- |
| 309   | Bochum-Langendreer – Langendreer Markt – Witten, Crengeldanz – Witten, Marienhospital – Witten Rathaus – Witten, Bahnhofstraße – Witten, Heven Dorf | 30 min                                                                                    | Bogestra  |
| 310   | Bochum-Wattenscheid Höntrop Kirche – Stahlhausen Wattenscheider Str. – U Bochumer Verein/Jahrhunderthalle – U Rathaus (Süd) – U Bochum Hbf – U Lohring – Altenbochum Kirche – Bochum-Laer Mitte – Mark 51° 7 – Langendreer Markt – Witten, Crengeldanz – Witten, Marienhospital – Witten Rathaus –Witten, Bahnhofstraße – Witten, Heven Dorf | 30 min                                                                                    | Bogestra  |
| SB67  | Wuppertal Hbf – Haßlinghausen Busbahnhof – Niedersprockhövel Kirche – Herbede Mitte – Freizeitbad Heveney – Heven Dorf – Ruhr-Universität | 60 min                                                                                    | VER       |
| 320   | Witten-Rüdinghausen – Witten-Annen – Witten Rathaus / Husemannstr. – Witten Hbf – Heven Dorf – Freizeitbad Heveney – Bochum-Querenburg, Ruhr-Universität / Herbede Mitte – Hattingen Steinenhaus – Niedersprockhövel Kirche | 15 min (Rüdinghausen–Witten Hbf) 30 min (Witten Hbf–Heven) 60 min (Heven–Sprockhövel/RUB) | Bogestra  |
| 374   | Bochum-Querenburg, Ruhr-Universität – Witten-Heven – Herbede | 60 min                                                                                    | Bogestra  |
| 375   | (Witten-Kämpen – Herbede) / Bochum-Querenburg, Ruhr-Universität – Witten-Heven – Witten Hbf – Witten Rathaus – Annen Markt – Witten-Annen – Holzkamp-Gesamtschule – Wartenberg / Große Borbach | 30/60 min                                                                                 | Bogestra  |
| 376   | Hagen, Vorhalle Bf / Herdecke, Friedrich-Harkort-Gymnasium – Herdecke Mitte – Herdecke Bf – Kirchende – Westende – Witten, Auf dem Schnee – Witten Rathaus – Witten Hbf (→ Heven → Bochum-Querenburg, Ruhr-Universität ) (nur einzelne Fahrten morgens an Schultagen und zur Vorlesungszeit)                                                 | 20 min                                                                                    | Bogestra  |

##### Längste Straßenbahnfahrt in Deutschland
Ab der Haltestelle Heven-Dorf lässt sich die längste Straßenbahnfahrt Deutschlands beginnen. Das bedeutet konkret, dass von Heven zwar nicht die längste Einzelstrecke zwischen zwei Haltestellen ausgeht, es ist jedoch möglich, nur mit Straßen- und Stadtbahnen von hier bis St. Tönis bei Krefeld zu fahren, wobei auf dem kürzesten Weg sieben Mal umgestiegen werden muss und eine Strecke von 102 Kilometern Länge zurückzulegen ist. Umwege in Gelsenkirchen, Essen, Duisburg, Düsseldorf und nach Neuss sind zudem möglich. Die erste Etappe führt mit der 310 von Heven-Dorf bis Bochum Hbf; die weiteren Stationen sind Gelsenkirchen, Essen, Mülheim an der Ruhr, Duisburg, Düsseldorf und Krefeld.

##### Ruhrtalfähre
Von April bis Oktober verkehrt zwischen dem Hevener und dem Herbeder Ruhrufer in Höhe der Burgruine Hardenstein die Hardenstein. Es handelt sich um eine Passagierfähre für Fußgänger und Radfahrer.

## Kultur und Sehenswürdigkeiten

### Kemnader See
Heven grenzt an den Kemnader Stausee, das Hevener Ufer, Heveney genannt, ist ein beliebtest Ziel für Spaziergänger und Radfahrer aus der Region. Zum Freizeitzentrum Kemnade gehören auf Hevener Seite das Freizeitbad Heveney und eine Segelschule. In Witten grenzt der See neben Heven noch an den Stadtteil Herbede, auf Bochumer Seite an den Stadtteil Querenburg. Gespeist wird der See von der Ruhr, aber auch der Oelbach wird vor seinem Eintritt in den Kemnader See gestaut und dient somit als eine Quelle.

### Hebezeug-Museum
Das Hebezeug-Museum in Heven-Dorf zeigt als vermutlich einziges der Welt die Geschichte vom Hebel zum Hebezeug. Außerdem dokumentiert es die Firmentradition der Firma J.D. Neuhaus bei Lösungen zur Bewegung von Lasten. J.D. Neuhaus gilt als eine der ältesten Firmen in Deutschland und befindet sich seit der Gründung in Familienbesitz.

## Freizeitgestaltung

### Freizeitbad Heveney
Nahe dem Kemnader Stausee befindet sich das Freizeitbad Heveney, ein über die Stadtgrenzen hinaus bekanntes „Spaßbad“.

### Fußball
In Witten Heven spielt der TuS Heven 09. Er hat Kunstrasenplätze (ein Groß- und ein Kleinfeld), jeweils mit Flutlichtanlage. Der Bundesligaprofi Timo Achenbach begann seine Karriere beim TuS Heven.